# Johann Ernst Schubert

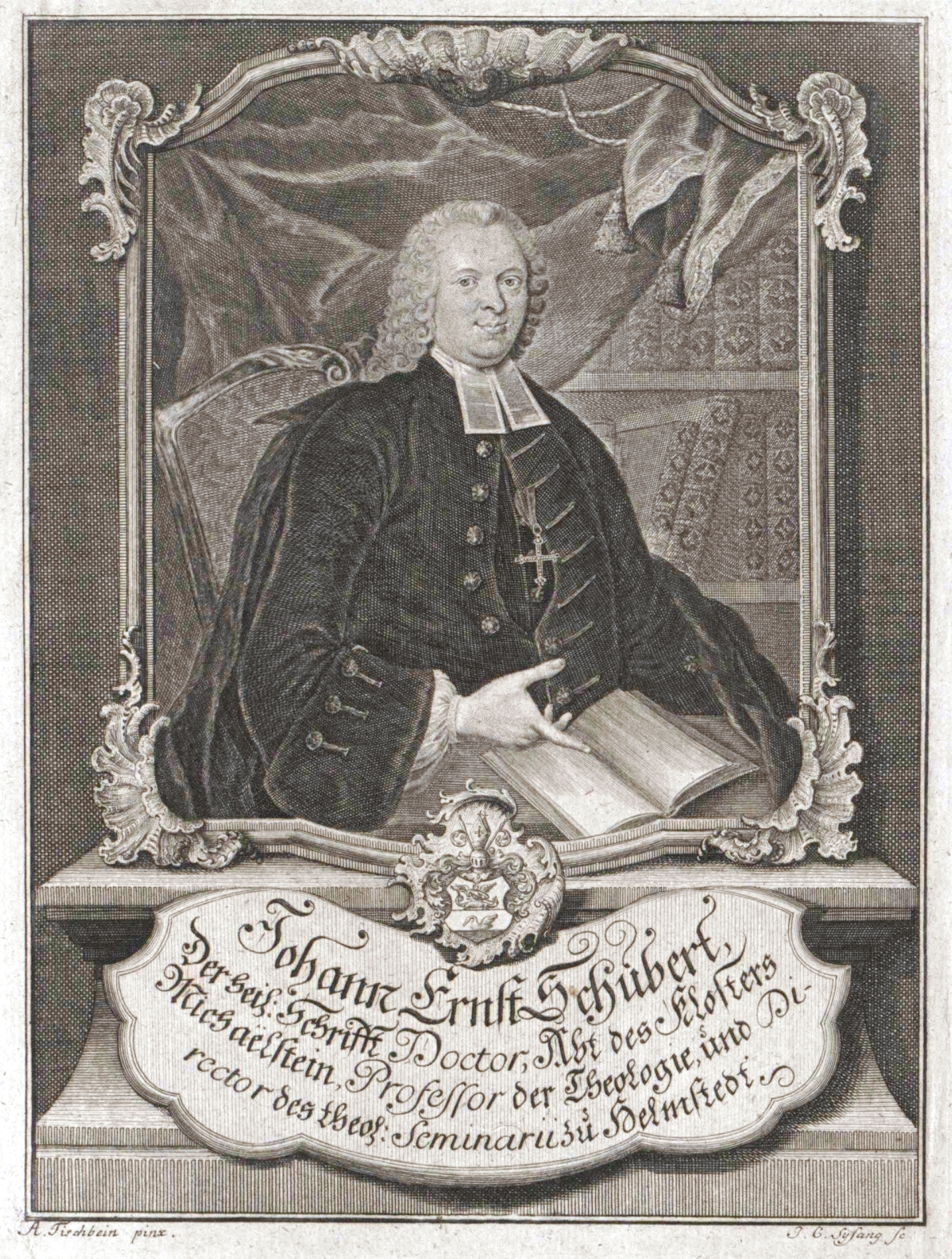
Johann Ernst Schubert, Stich von Johann Christoph Sysang nach Johann Anton Tischbein

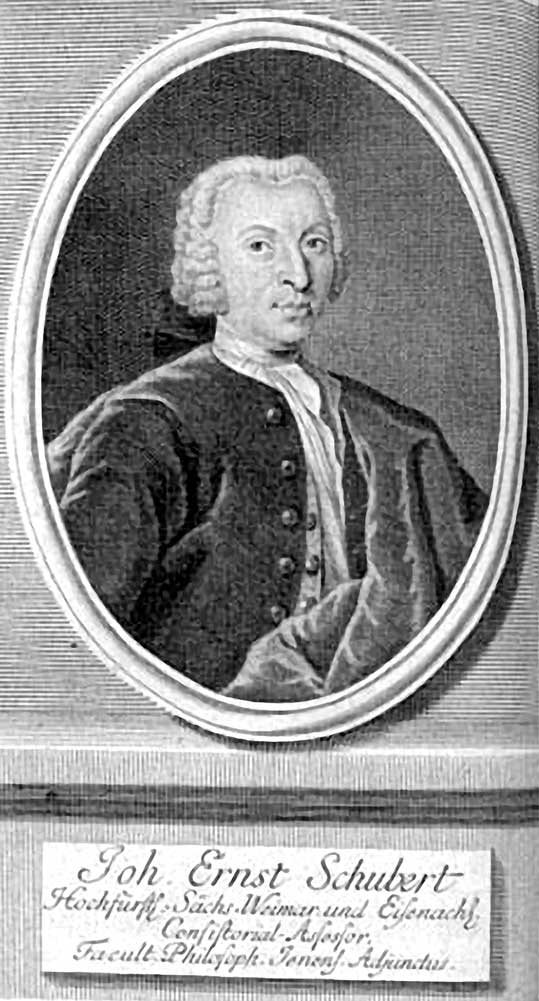
Johann Ernst Schubert

Johann Ernst Schubert, auch: Drusus Pruthenicus Westen (* 24. Juni 1717 in Elbing; † 19. August 1774 in Greifswald) war ein deutscher evangelischer Theologe.

## Leben
Der Sohn des Pfarrers Andreas Schubert († 1723) und dessen Frau (NN., geb. Frisen, † 1719) war schon früh Waise geworden. Seine erste Ausbildung genoss er am Gymnasium seiner Heimatstadt. Er bezog 1734 die Universität Jena, um ein philosophisch-theologisches Studium zu absolvieren. Dazu besuchte er die Vorlesungen von Georg Erhard Hamberger (1697–1755), Heinrich Köhler (1711–1760), Jesaias Friedrich Weissenborn (1673–1750), Johann Reinhard Rus (1679–1738) und Johann Peter Reusch (1691–1758). 1737 wechselte er an die Universität Wittenberg, wo er – gerade angekommen – zum Magister der Philosophie avancierte, im Folgemonat die Vorleseerlaubnis für Hochschule als Magister Legens erwarb und 1738 als Adjunkt an die philosophische Fakultät aufgenommen wurde. Da man ihm jedoch die Einkünfte aus seinen Vorlesungen vorenthalten wollte, ging er ein halbes Jahr nach Zeitz, wo er bei dem Superintendenten Christian Friedrich Schulze weilte.
Hier arbeitete er, auf dessen Rat hin, eine Rede über die Auferstehung der Toten aus, mit der er einen in Hamburg ausgesetzten Preis gewann. Die Arbeit erschien zuerst unter dem Pseudonym Drusus Pruthenicus Westen und später unter verschiedenen Titeln. 1740 ging er nach Jena zurück, wo er 1741 Adjunkt und 1743 ordentlicher Beisitzer der philosophischen Fakultät wurde. Der Herzog Ernst August von Sachsen-Weimar-Eisenach bot ihm eine Stellung an seinem Hofe an, die er jedoch ausschlug. Der Herzog ernannte ihn dann am 3. April 1745 zum Assessor am Konsistorium. Schon im folgenden Jahre erhielt er einen Ruf als Superintendent der Grafschaft Schaumburg-Lippe, Konsistorialrath und erster Pastor in Stadthagen, welche Stelle er, nach seiner Ordinierung in Zeitz im Februar 1747 antrat. Kurz vorher hatte er am 31. Januar 1747 in Zeitz Johanna Friderike (* 9. November 1729 in Naumburg (Saale); † 25. Juli 1796 in Greifswald) geheiratet. Diese war Tochter des bereits erwähnten Christian Friedrich Schulze und dessen Frau Johanna Elisabeth († 26. Februar 1755), Tochter des Pastors an der St. Thomaskirche in Leipzig Christian Weiß (* 10. Oktober 1671 in Zwickau; † 10. Dezember 1737 in Leipzig) und dessen zweiter Frau Katharina Regina Bohn († 3. August 1709 in Leipzig). Aus der Ehe gingen neun Söhne und eine Tochter hervor.
In Stadthagen geriet er bald wegen des Beichtstuhls, den sein Vorgänger Eberhard David Hauber für unnötig gehalten hatte und abschaffte, Schubert aber wieder einführen wollte, in lebhafte Auseinandersetzungen, wobei bei ihm Zweifel an seiner Rechtgläubigkeit, die auch schon in Jena gegen ihn erhoben worden waren, hervortraten. Glücklicherweise ergab sich, dass er am 8. März 1748 an der Universität Helmstedt zum Doktor der Theologie promovierte und dabei solch einen großen Eindruck hinterließ, dass man ihn dort zum Professor der Theologie ernannte, welches Amt er am 4. Mai 1748 antrat. Im Folgejahr wurde er Abt im Kloster Michaelstein und 1750 Direktor des theologischen Seminars. Schubert, der selbst Anhänger der Gedanken Christian Wolffs war, blieb auch in Helmstedt nicht unangefochten. So trug er mit Ernst August Bertling eine theologische Kontroverse über die Kraft des göttlichen Worts aus. Schröder veröffentlichte 1753 eine Schrift, in der er die Ansicht formulierte, dass die Bekehrung des Menschen nicht mittels übernatürlicher Einwirkung, sondern als Folge vernünftiger Einsicht in den moralisch-pädagogischen Inhalt der Heiligen Schrift und einen daran ausgerichteten Lebenswandel bestünde. Dieses mache die bewegende und erneuernde Kraft des göttlichen Wortes aus. Daraufhin begegnete ihm Bertling mit einer 400-seitigen Quartanten Schrift, in welcher er den orthodoxen Standpunkt vertrat, dass diese Kraft eine übernatürliche sei und ihn als Ketzer diffamierte.
Schubert sah sich genötigt, in einer Verteidigungsschrift diese Vorwürfe zurückzuweisen und richtigzustellen. Die Streitigkeit endete in gegenseitigen Spitzfindigkeiten. Auch zwischen Johann Benedikt Carpzov IV. und ihm brach 1754 ein persönlicher Zwist aus, der solche Heftigkeit annahm, dass der Ruf der Helmstedter Hochschule auf dem Spiel stand, so dass ein Vermittler zwischen beiden eingeschaltet werden musste. Zudem wurde ihm in einer Auseinandersetzung zwischen der philosophischen und der theologischen Fakultät das Halten von Vorlesungen philosophischen Inhalts untersagt. Im September 1764 verließ Schubert die Universität Helmstedt und folgte einem Ruf auf eine ordentliche Professur der Theologie an der Universität Greifswald, womit er zugleich königlich schwedischer Oberkirchenrath und erster Pastor an der Marienkirche in Greifswald wurde. Hier wirkte er bis zu seinem Tode.

## Wirken
Schuberts zahlreiche deutsche und lateinische Abhandlungen beziehen sich auf Fragen der Dogmatik, der Dogmengeschichte und des Kirchenrechts. Er war ein Anhänger des Wolffianismus, zu dessen Gunsten er verschiedene Dissertationen veröffentlichte. Diese Richtung zeigt sich auch in seinem Bestreben, zwischen Vernunft und Bibel zu vermitteln, und kommt schon zu deutlichem Ausdrucke in den Titeln zahlreicher Abhandlungen, die sich als „vernünftige und schriftgemäße Gedanken“ auf die verschiedensten Gegenstände beziehen. Mit Vorliebe behandelte Schubert die Lehre von den letzten Dingen. Auch hier suchte er zum Beispiel die Ewigkeit der Höllenstrafen aus der Vernunft zu erweisen. Dabei wollte er jedoch von der Kanzel philosophische Definitionen ferngehalten wissen.

## Werke
- Cogitationes rationales de systemate mundi. Haken, Wittenberg 1737. (Digitalisat)
- Dissertatio philosophica de iustitia Dei vindictrice. Scheffler, Wittenberg 1737. (Digitalisat)
- Veritas religionis christianae methodo demonstrativa proposita; cum Dissertatione prooemiali de notitia irregeniti contra Antibarbarum Halensem. Zimmermann, Wittenberg 1737.
- Systema Convenientiae Hoc Est Novum Aliquem Commercium Animae Et Corporis Explicandi Modum. Tzschiedrich, Wittenberg 1738. (Digitalisat)
- Ius principis circa sacra methodo scientifica delineatum. Schwartz, Wittenberg 1738. (Digitalisat)
- De Certitvdine Fvtvrarvm Actionvm Libertati Mentis Hvmanae Havd Inimica. Tzschiedrich,  Wittenberg 1739. (Digitalisat)
- De vario hominum statu morali. Tzschiedrich, Wittenberg 1759. (Digitalisat)
- Institutiones metaphysicae. Schwarz, Wittenberg 1739. (Digitalisat)
- Daß die künftige Aufstehung von den Todten nach der Vernunft möglich und glaublich, nach der heiligen Schrift aber unleugbar und gewiß sei; in einer heiligen Rede aus Apostelgesch. 26, 8. Nach Veranlassung einer, öffentlich im Vorberichte des dritten Theils der Kanzelreden geschehenen Einladung bewiesen von Druso Pruthenicuas Westenz im Theophili und Sinceri Kanzelreden Th. 4 auch besonders abgedruckt unter den Titel: Predigt von der Möglichkeit, Glaubwürdigkeit und Gewißheit der Aufstehung der Todten, welche in dem 4ten Theil der Sammlung auserlesener Kanzelreden, unter dem Namen des Druso Pruthenieus Westen, zuerst bekannt gemacht worden. Nebst einem nöthigen Unterricht von der Sittlichkeit der Predigten dieser Art. Jena 1740 (auch unter dem Titel: Vernünftige und schriftmäßige Gedanken von der Aufstehung der Todten).
- Universa Philosophia practica, in usum auditorii ordine scientifico conscripta. Melchior, Jena und Leipzig 1740.
- De obligatione plenipotentiarii erga principem et rempublicam, Von der Pflicht, die ein Bevollmächtigter gegen seinen Fürsten und das gemeine Wesen beobachten muß. Jena 1741. (Digitalisat)
- Dissertatio metaphysica de impossibilitate mundi aeterni. Schill, Jena 1741. (Digitalisat) Editio secunda auctior et emendatior. Jena 1744. (Digitalisat)
- De abusu philosophiae in orationibus sacris = Von dem Misbrauch der Weltweisheit in heiligen Reden, ad locum 1 Cor. II, 4. Schill, Jena 1741. (Digitalisat)
- Vernünftige Gedanken von der Ewigkeit der Höllenstrafen. Melchior, Jena 1741. (Digitalisat) 1742, 1748.
- Vernünftige und schriftmäßige Gedanken von dem ewigen Leben und dem Zustande der Seelen nach dem Tode. Melchior, Jena 1742.(Digitalisat der 2. Aufl. 1745)
- Historia Philosophiae. Pars prima.  Croeker, Jena 1742.
- Vernünftige und schriftmäsige Gedanken von dem Jüngsten Gericht. Melchior, Frankfurt/Leipzig 1742. (Digitalisat)
- Vernünftige und schriftmäßige Gedanken vom Ende der Welt. Melchior, Jena/Leipzig 1746. (Digitalisat)
- Johan Ernst Schuberts schriftmäsige Gedanken von der algemeinen Jüdenbekehrung und dem Tausendjärigen Reich. Melchior, Jena 1742. (Digitalisat)
- Johann Ernst Schubert erläutert die Frage, Ob ein Mensch Seinem Schicksal entgehe? die unlängst in einer besondern Rede untersuchet worden, durch Anmerkungen. Melchior, Jena 1745. (Digitalisat)
- Logica practica. Jena 1743. (Digitalisat)
- Vernünftige und schriftmäßige Gedanken vom Tode. Melchior, Jena 1743. 1749. (Digitalisat der Ausg. 1749)
- Diss. de gradibus prohibitis secundum jus naturae. Schill, Jena 1743. (Digitalisat)
- De voluntate Dei contra celeberrimum Wyttenbachium commentatio philosophica. Melchior, Jena 1744. (Digitalisat)
- Anweisung zur geistlichen Beredsamkeit. Cröcker, Jena 1743. 1750 (Digitalisat)
- Heilige Reden. Cröker, Jena 1743–1744. 2. Teile, 2. Ausg. 1. Teil Jena 1752. (Digitalisat Theil 1), (Thil 2)
- Überzeugender Beweis, daß die christliche Religion die wahre sei; nebst einer Vertheidigung wider die Ungläubigen. Melchior, Jena 1744. 1757. (Digitalisat)
- Vernünftige und schrifmäßige Gedanken von der Rechtfertigung eines Sünders vor Gott. Melchior, Jena/Leipzig 1744. 1757. (Digitalisat)
- Casualpredigten. Jena 1744, 1757.
- Trauerrede, daß ein frühzeitiger Tod bei anscheinenden Glücksfällen besser sei, als ein langes Leben. Jena 1744
- Trauerrede, daß ein Mensch sich zugleich ein langes und kurzes Ziel seines Lebens setzen müsse. Jena 1744.
- Trauerrede von der Gottesfurcht eines Rechtsgelehrten. Jena 1744, 1747.
- Vernünftige und schriftmäßige Gedanken von der Bekehrung eines Sünders zu Gott. Jena 1745
- Predigt von den Verdiensten des dreieinigen Gottes um das ewige Heil der Sünder. Jena 1745
- Trauerrede von der Seelenreinigung nach dem Tode. Jena 1745.
- Schriftmäßige Gedanken von der Seeligkeit derer, die ausser der waren sichtbaren Kirche leben. Jena u. Leipzig 1747 (Ernst Schubert&pg=PP5#v=onepage&q&f=false Digitalisat)
- Vernünftige und schriftmäßige Gedanken von der Ewigkeit der höllenstrafen. Jena u. Leipzig 1748 (Ernst Schubert&pg=PP5#v=onepage&q&f=false Digitalisat)
- Progr. Demonstratio veritatis resurrectionis Christi, ex fide illius universali. Helmstedt 1748
- Vernünftige und schriftmäßige Gedanken von dem Ursprunge und der ersten Vollkommenheit der Menschen. Jena 1748.
- Vernünftige und schriftmäßige Gedanken von den Engeln. Jena 1748 (Ernst Schubert&pg=PP1#v=onepage&q&f=false Digitalisat)
- Diss. de confessione private ante usum Sacrae Coenae. Jena 1749.
- Diss. de resistentia peccatoris in conversione sua. Jena 1749.
- Progr. quo Diss. inaug. duorum Theologiae Doctorum indicit, et simul rationem deificatam ab Edelmanno fictam consutat. Jena 1749.
- Institutiones Theologiae dogmaticae. Jena und Leipzig 1749, Edito secunda auctior. Jena und Leipzig 1753.
- Introductio in Theologiam revelatam. Jena und Leipzig 1749, 2. Ausg. Jena 1762.
- Programm zur Einweihung des Seminarii theologici zu Helmstädt. Jena 1750
- Progr. de resurrectione carnis Christi adversus resurrectionem spiritus a nupero scriptore fictam vindicata. Jena 1750
- Vernünftige und Schriftmäßige Gedanken von dem Fall der Menschen und der Erbsünde. Jena und Leipzig 1750 (Digitalisat)
- Diss. de rationibus theologicis, quibus electio Julii Pflugii Episcopi Numburgensis, impugnata et propugnata est. Helmstedt 1750.
- Schriftmäßige Gedanken von der göttlichen Dreifaltigkeit. Jena 1751.
- Consideratio articulorum fidei et dissensus in religiona. Helmstedt 1751.
- Diss. sistens systematis Pelagini delineattionem. Helmstedt 1751
- Diss. sistens doctrinam de peccato originali, contra Pelagianos errores adsertam. Helmstedt 1751
- Vernünftige und schriftmäßige Gedanken von dem Erlöser der Menschen Jesu Christo. Jena 1752
- Diss. de poena capitali calumniatorum, ad illustranda verba Christi Math. 5, 22. Helmstedt 1752
- Diss. de universali infantum ante usum rationisnsuae morientium salute. Helmstedt 1752
- Diss sistens doctrinam de libero arbitrio, contra Pelagianos errores adsertam. Helmstedt 1752
- Diss. de virtute verbi divini physica an morali? Helmstedt 1752
- Prüfung der Schrift vom Recht eines bekehrten Juden über seine im Judenthum erzeugten Kinder . . . 1753
- Diss de influxu officiorum naturalium erga Deum et animam in opus conversionis. Helmstedt 1753
- Diss. sistens errores Pelagianos in doctrina de libero arbitrio ante Reformationis tempora. Helmstedt 1753
- Progr. de resurrectione Christi demonstrata ex generatione filii Actor. 12, 32. 33.Helmstedt 1754
- Progr. de Spiritu sancto non concurrente ad opus conversionis, sed illud unice operante. Helmstedt 1754
- Sammlung einiger Festpredigten. Jena 1754
- Vernünftige und schriftmäßige Gedanken von der Gnadenwahl. Jena 1754
- Vernünftige und schriftmäßige Gedanken von dem Gnadenruf. Jena 1755
- Institutionum Theologiae polemicae Pars I-IV. Jena 1755–1760
- Bedenken von dem Pajonismus. Jena und Leipzig 1755, Danzig 1756
- Diss. de nexu verae pietatis cum puritate doctrinae, ad illustrandum locum Ephes. 2, 10, et ad renovandam pacis religionae memoriam secularem. Helmstedt 1756
- Schlüsse wider das Pabstum. Jena 1756
- Diss. de modo agendi cum iis, qui fidem non sentiunt. Helmstedt 1757
- Prog. de naturalismo Romanae Ecclesiae. Helmstedt  1757
- Compendium Theologiae dogmaticae. Halle 1760
- Diss. de fide miraculosa. Helmstedt 1760
- Progr. de historia Ecclesiae Christi quinquagesimali. Helmstedt 1760
- Gedanken von den Sakramenten. Halle 1761
- Unterricht in der Religion für die Jugend. Helmstedt, 1762, 1764
- Gedanken von den Quellen der Gottseligkeit nach dem Lehrbegriff ... Helmstedt 1762 (96)
- Gedanken von den bischöflichen Rechten der Landesobrigkeit. Halle 176?
- Gedanken von der Freiheit der menschlichen Seele. Halle 1763
- Gedanken von der Prädestination der Juden. Halle 1763
- Commentatio historico-theologica de jurisdictione Pontificis Romani in terris Principum Romano-Catholioerum. Helmstedt und Halle 1764
- Die Unsterblichkeit der Seele; ein Sendschreiben. Greifswald 1765
- Diss. de primo principio Theologiae Socinianae. Greifswald 1765
- Progr. de Spiritus S. divinitate. Greifswald 1765
- Progr. de Hierarchia coelesti. Greifswald 1765
- Progr. Historia controversiae de Maria Deipara. Greifswald 1765
- Heilige Reden auf außerordentliche Fälle. Greifswald und Halle 1765
- Von den Eigenschaften eines akademischen Lehrers, ein Pra???. Greifswald 1766
- Progr. de influxu resurrectionis Christi in nostram salutem. Greifswald 1766
- Diss. de vera idea remissionis peccatorum. Greifswald 1766
- Diss de inconstantia Vigilii, Pontificis Romani. Greifswald 1766
- Progr. Spiritus Sanctus profunditates divinitatis scrutans. Greifswald 1766
- Diss. de scientia modi redemtionis nostrae omnibus ad  ???? Greifswald 1767
- Elementa Logices. Greifswald 1767
- Diss. de justitia belli Cananaeis a Josua illati. Greifswald 1767
- Dissertatio de Decreto Constantiensis Concilii adversus Archontomachos. Röse, Greifswald 1767. (Digitalisat)
- Dissertatio Theologica De Qvæstione Num Dissidentes In Polonia Dicendi Sint Hæretici? Greifswald 1767. (Digitalisat)
- Dissertationem Theologicam De Signis Motuum Spiritualium In Cordibus Fidelium. Röse, Greifswald 1767. (Digitalisat)
- Dissertatio Theologica De Iudicio Johannis Calvini Et Tigurinorum In Causa Stancaristica. Greifswald 1768.
- D. Jo. Pauli Hebenstreit, Theologi quondam Jenensis celeberrimi, Systema theologicum; revidit et observationibus auxit. Jena 1768.
- Disputatio Theologica De Terrena Felicitate Christi Merito Comparata. Röse, Greifswald 1768. (Digitalisat)
- Disputatio Theologica De Vera Et Unica Ratione Momenta Doctrinarum Theologicarum Ponderandi. Röse, Greifswald 1768. (Digitalisat)
- Dissertatio Theologica qua Vindicias activae Christi obedientiae. Röse, Greifswald 1769. (Digitalisat)
- Geschichte des römischen Pabst Vigilius, nebst einigen Beobachtungen über die Päbste, Concilien und Glaubensformeln. Hemmerde, Halle 1769. (Digitalisat)
- Commentatio De Sacramentis In Genere. Praefatus Est Et De Inauguratione Christi Per Baptismum Johannis. Röse, Greifswald 1770. (Digitalisat)
- Sonn- und Festtagspredigten über die Evangelien. 2 Teile. Hemmerde, Halle 1770–1771.
- Disputatio Theologica De Salute Eorum Qui Mediis Gratiae Carent. Röse, Greifswald 1771. (Digitalisat)
- Dissertatio de rebus Caroli Magni apud Romanos gestis. Röse, Greifswald 1771. (Digitalisat) (Deutsch unter dem Titel: Historisch-theologische Abhandlung von den Thaten Carls des Großen bei den Römern, aus dem Lateinischen übersetzt und mit Anmerkungen begleitet von M. J Buchholz, der Gottesgelahrtheit Beflissenen. Leipzig 1789)
- Schwedens Errettung. Rede auf König Gustav dem Dritten den 10. Nov. 1773 am Tage der allgemeinen Landeshuldigung im Namen der K. Academie zu Greifswalde. Greifswald 1773.
- Betrachtungen über das Leiden und Sterben Jesu Christi. 2 Teile. Hemmerde, Halle 1773. (Digitalisat)
- Abhandlung von der heiligen Schrift und deren Kanon. Hemmerde, Halle 1774. (Digitalisat)